# Eupithecia interrubrescens
Eupithecia interrubrescens là một loài bướm đêm trong họ Geometridae.